# 胸像

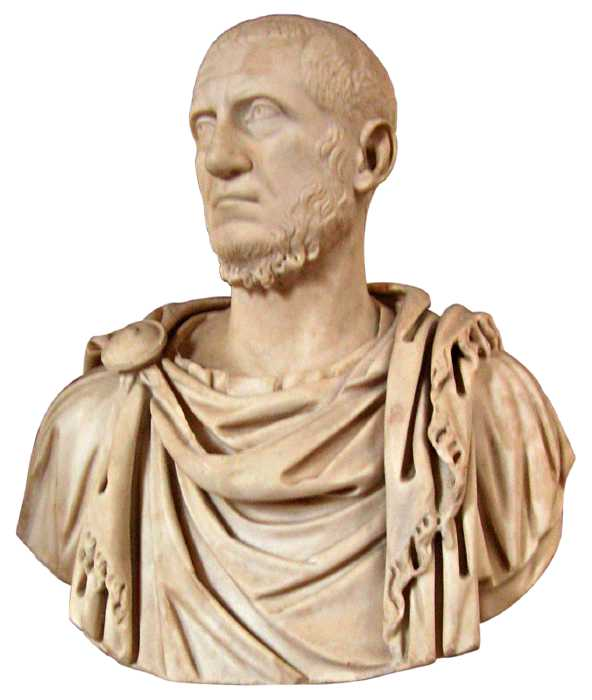
胸像の一例
マルクス・クラウディウス・タキトゥス（200年 - 276年6月）を表したもの

胸像（きょうぞう）とは、人間の胸より上の部分をかたどった像のこと。 広義では絵画（胸像画）を含める場合もあるが、ここでは彫像や塑像などの立体像について解説する。

## 概要
胸像は、主に人物肖像画を立体化したものであり、その人物を模して作るものである。人物の顔の形を写実的に再現することに重きをおかれる。これはおそらく人物を識別する場合に、顔とその周辺（頭部・首・肩・胸部）などに自然に視線が向くことに由来するのであろうが、こういった胸像は古代ローマの時代より世界各地で数多く制作され、また石を使った物では古い物もよく保存されており、当時のそれら人物の面影を現代に伝えている。
このような物品が制作される目的は後述の通りではあるが、古くは特に偉人や貴人の功績を留める記念・顕彰の目的で制作されたため、過去の権力者や偉人・貴人の姿を模したものが多く現存する。全身像より簡便で威圧感を与えないこともあって現代でもこういった記念物としての胸像は多く、企業では創業者の、大学など学校施設では所縁の著名人や功績のあった教育者などの、公共施設では地域に所縁の人物などの胸像がしばしば飾られる。 また単に芸術的作品としては無名のモデルや特定の個人でない胸像なども製作される。

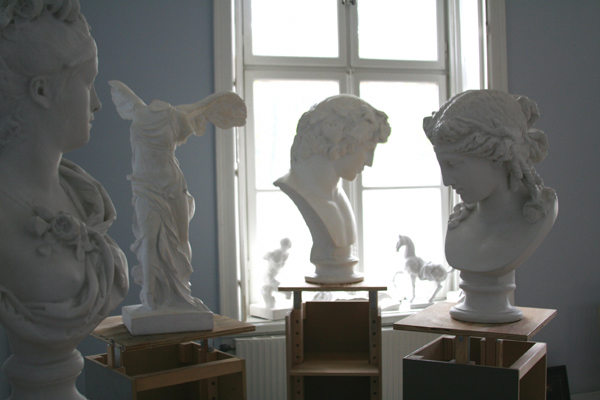
美術用の石膏像

その他の用途として、デッサンを勉強する美術系学生などにモデルとして用いられている。この場合多くは学校の美術室などの屋内に専用の複製された白い石膏製の像を設置して用いるため、一般には「石膏像」と呼ばれ、胸像も多く含まれる。 像例としてはミケランジェロのブルータスやミロのヴィーナスなどが広く見受けられるが、オリジナルが巨大な全身像でもそのうち一部だけを模って複製し、台座を付加して胸像とされているものも多い。 美術用石膏像は、数世代に及ぶ複製の複製を経てなお原型彫刻の持つ美のエッセンスを伝えており、学生以外にも多くのアマチュア画家やプロの芸術家などがタブローのモチーフとすることもある。 もちろんこれら美術用の像を単にインテリアとして飾る場合もある。

## 材質
材質は石膏や青銅、木材などが一般的である。大理石などの石を削ったものもかつては制作されていたが、耐久性は高いものの加工性に劣るため、現代においてはあまり制作されない。
可塑性のある素材であれば鋳造で、切削性のある素材なら彫刻で作られるが、鋳造の場合は粘土を素材として原型を作り、これを加工して鋳型を作成、これを使って鋳造される。石膏の場合も鋳造に近いが、特に石膏像の場合では、過去の有名な作品から型を作り、この型を使って大量生産することに向く。デッサン用胸像の多くは、この石膏像である。

## 制作の目的
胸像は、主に次のような目的で作られる。
- 芸術的表現
- 偉業を成し遂げた人や、何かに貢献した人をたたえる
- 個人崇拝の対象（主に独裁者が政権を握る国で見かける）